# پفافنوایلر
پفافنوایلر (به آلمانی: Pfaffenweiler) یک شهر در آلمان است که در برایگاو-هخشوارتسوالد واقع شده‌است. پفافنوایلر ۲٬۶۰۴ نفر جمعیت دارد.